# IHO-S-57
Die S-57 ist eine internationale Norm zur Beschreibung von nautischen, hydrografischen und bathymetrischen Daten. Sie dient dem internationalen Austausch von digitalen Daten und Produkten zwischen den hydrografischen Organisationen, Herstellern, Seeleuten und Wissenschaftlern. Die bekannteste Anwendung ist die elektronische Seekarte (Electronic Navigational Chart - ENC). Die Norm wurde durch die Internationale Hydrographische Organisation (IHO) 1992 auf der XIVth Internationalen Hydrographischen Konferenz in Monaco beschlossen. Die S-57 ist auch Bestandteil der International Maritime Organization (IMO) Leistungs-Standards für Electronic Chart Display and Information Systems (ECDIS).
S-57 Version 3.1 wurde im November 2000 veröffentlicht. Version 3.0 wurde im November 1996 veröffentlicht und galt unverändert vier Jahre, um die Produktion von elektronischen Karten und ECDIS zu erleichtern.